# Leonora (artist)
Leonora Colmor Jepsen, född 3 oktober 1998, är en dansk sångerska och prisbelönt skridskoåkare. Hon representerade sitt land i Eurovision Song Contest 2019 i Tel Aviv med låten "Love Is Forever".